# Diplectrona burha
Diplectrona burha är en nattsländeart som beskrevs av Schmid 1961. Diplectrona burha ingår i släktet Diplectrona och familjen ryssjenattsländor. Inga underarter finns listade i Catalogue of Life.